# Костомаров, Дмитрий Коронатович
Дмитрий Коронатович Костомаров (1857—1920) — генерал-майор русской императорской армии.

## Биография
Происходил из дворян Санкт-Петербургской губернии. Родился 15 (27) октября 1857 года в семье потомственных военных. Родители: военный инженер, генерал-лейтенант Коронат (Коронад) Филиппович Костомаров (1803—1873) и Варвара Ивановна, урождённая Горскина (1826—1897). В семье было 6 детей: три сына и три дочери.
В 1877 году окончил Императорское коммерческое училище. В службу вступил 1 сентября 1878 года. По окончании в 1881 году Николаевского инженерного училища был выпущен подпоручиком (ст. 08.08.1881) в 7-й саперный батальон; поручик (ст. 01.01.1885). Затем по 1-му разряду окончил Николаевскую инженерную академию; штабс-капитан (ст. 12.01.1886).
С 8 октября 1886 года был назначен производителем работ Карсского крепостного инженерного управления. С 15 августа 1895 года в Новогеоргиевске (Варшавский военный округ) — производитель работ крепостного инженерного управления, а с 30 мая 1898 года — начальник хозяйственного отдела; капитан (ст. 1.04.1890).
Со 2 июля 1899 года — штаб-офицер Свеаборгского крепостного инженерного управления; подполковник (ст. 6.12.1899).
С 15 ноября 1903 года — производитель работ в Пскове, Порхове и Острове; полковник (ст. 6.12.1903). С марта 1907 года — начальник Терской инженерной дистанции, а с 11 января 1909 года — начальник инженеров Карсской крепости. В 1909 году за отличие был произведён в генерал-майоры (пр. 1909; ст. 29.03.1909). Одновременно, строитель Карсской крепости (с 11.04.1913).
Был назначен 20 января 1917 года в резерв чинов при штабе Петроградского военного округа. В том же году был в составе русской миссии в Лондоне и после прекращения её деятельности уехал в США.
Умер от рака 10 февраля 1920 года в Бриджпорте, штат Коннектикут. Похоронен на кладбище Lakeview.

## Награды
- орден Св. Станислава 2-й ст. (1898)
- орден Св. Анны 2-й ст. (1901)
- орден Св. Владимира 4-й ст. (1906)
- орден Св. Владимира 3-й ст. (1912)

## Семья
Жена (с 1895), Юлия Павловна (1867—1936) — дочь генерала Павла Николаевича Шатилова. Их дети:
- Виктор (1897—1971)
- Варвара (1899—1980), в замужестве Скворцова
- Павел (1902—1976) — его сын, математик Дмитрий Павлович, стал академиком РАН.